# Scorpaena hatizyoensis
Scorpaena hatizyoensis behoort tot het geslacht Scorpaena van de familie van schorpioenvissen. Deze soort komt voor in het noordwesten van de Grote Oceaan met name Hachijôjima, Japan.